# 四月二十日區
四月二十日區（西班牙語：Veintisiete de Abril），是哥斯達黎加的一個區，位於該國西北部瓜納卡斯特省，西面是太平洋，面積300.65平方公里，該地區受熱帶氣候影響，平均溫度32攝氏度。